# Saltah
Le saltah (en arabe : سلتة) est un plat traditionnel yéménite consommé dans le nord du pays. Il est composé comme un ragoût de viande brune appelé maraq (مرق) avec de la viande d'agneau, de poulet ou de vache, de la mousse de fenugrec (holba) et du sahawiq (سحاوق) ou sahowqa (un mélange de piment, tomates, ail et herbes broyés dans de la salsa).
Le plat est souvent accompagné de riz, de pommes de terre, d'œufs brouillés et de légumes. Il se mange souvent avec du pain plat yéménite appelé malooga (en), faisant office de cuillère pour attraper la nourriture.
Le saltah est à l’origine d’un mot dérivé de salatah (en arabe : سلطة), qui signifie « mélange de légumes », connu internationalement comme la salade.